# HzL VT 40
De VT 40 en VT 60, ook wel Nichtbundeseigenen Eisenbahnen genoemd, is een dieseltreinstel, voor het regionaal personenvervoer van de Hohenzollerische Landesbahn (HzL).

## Geschiedenis
De trein werd tussen 1979 en 1980 door een samenwerking tussen Orenstein & Koppel en Waggon-Union als een vierassige motorwagen geschikt voor eenmansbediening. Deze motorwagen was ook geschikt om een of meer personenwagens of goederenwagens mee te kunnen nemen. Ook werden er bijwagens en wagens met stuurstand gebouwd.
In 2006 werden de VT 60 – 62 van de Bodensee-Oberschwaben-Bahn GmbH & Co. KG (BOB) overgenomen als VT 60 – 62.

## Constructie en techniek
Het treinstel is opgebouwd uit een stalen frame. Deze treinstellen kunnen tot drie stuks gecombineerd rijden.

## Treindiensten
De treinen worden/werden door Hohenzollerische Landesbahn (HzL) onder meer ingezet op de volgende trajecten:
- Radolfzell – Stockach, ook als Seehäsle bekend.